# Mewark
Алекса́ндр Ви́кторович Петру́нин (8 декабря 1980, Москва — 30 декабря 2012, там же), более известный под псевдонимом Mewark — российский музыкант. Спродюсировал альбом Дельфина «Звезда» и три песни для Noize MC - «Кантемировская», «Жвачка» и «Ne2Da».

## Биография
Карьера Александра в музыке началась в 1996 году, когда была создана группа Phobia Logic. В составе этой группы была придумана песня «Сахар» для Дельфина, она вошла в альбом «Ткани» в 2001 году. 
Вместе с Lazyfish выпустил сплит-альбом S/T в 2002 году, тогда же у Петрунина появился псевдоним Mewark.
Mewark - это что-то из киберпанка. Название придумал Lazyfish, у него такой трек был и плагин. Он и сказал: «Саня, теперь ты будешь Mewark», и подарил этот псевдоним. Мне сейчас он не очень нравится, но все говорят, что он для меня очень подходит. Поэтому Mewark.Александр Петрунин, Из интервью журналу Sound Proector
Выпустил два персональных альбома, Little One в 2002 и Organization Is в 2003 году. Первый альбом посвящён его сыну Стасу. Презентация второго альбома состоялась в клубе «16 тонн», в этом же клубе Mewark получил премию «Золотая Горгулья» за лучший электронный проект года. Позже, первый сольный диск Little One был переиздан на российском лейбле Lagunamuch в 2006 году.
Сотрудничал с Дельфином, продюсировал альбом «Звезда» (2004), создавая его концепцию и звучание. Написал музыку для песни Noize MC «Кантемировская».
Работал саунд-дизайнером на телеканале «MTV Россия» и композитором телеканала «Россия» с 2002 по 2004 год.
Последнее выступление Mewark состоялось на международном фестивале междисциплинарных форматов мультимедиа искусств — Plums Fest в 2011 году. В последние годы жизни он судился за авторские отчисления с РАО и ВГТРК.

### Смерть
Скончался 30 декабря 2012 года от сердечного приступа в возрасте 32 лет. Похоронен 2 января 2013 года на Люблинском кладбище в Москве.
Песню «Жвачка» Иван Алексеев посвятил Александру Петрунину, на альбоме «Hard Reboot» песня «Ne2Da?» записана на неизданную композицию Петрунина «THE enD». 8 декабря 2013 года в московском Hard Rock Cafe прошла презентация благотворительного фонда «Музыка жизни» имени Петрунина.

## Личная жизнь
Был женат на Анне, скончалась приблизительно в середине 2013 года. Была возлюбленная Оксения, с которой Александр вместе записывал музыку. Скончалась в январе 2012 года.
Есть сын Стас Петрунин (род. 20 марта 2002). 

## Музыка для телеканалов[13]

### «MTV»
- Заставки, отбивки и шапки телеканала (2001—2003)
- Био-ритм (2001—2003)

### «Россия»
- Вести. Дежурная часть (2002—2010)
- Доброе утро, Россия! (2002—2006)
- Межпрограммные заставки, отбивки и шапки телеканала (2002—2008, 2011—2012)
- Вести / Вести-регион (2002—2010)
- Вести недели (2002—2010)
- Вести-Спорт (2002—2007)
- Местное время (2002—2010)
- Вести-Москва (2002—2010)
- Вести. Погода (2002—2010)
- Зеркало с Николаем Сванидзе (2002—2003)
- Специальный корреспондент (2002—2009)
- В поисках приключений (2002—2006)
- Вести+ (2002—2010)
- Честный детектив (2003—2010)
- Мир на грани (2003—2004)
- Вести-регион (2003—2005)
- Ночное вещание (2003—2014)
- Вокруг света (2003—2004) аранжировка музыки И. Дунаевского
- Авторитет с Дмитрием Киселёвым (2003—2004)
- Что хочет женщина (2004—2005)
- Исторические хроники с Николаем Сванидзе (2004—2013)
- Вести-Подробности / Вести-Спорт на «России-1» (2005—2006, 2010)
- Вести. Экономика (2005—2010)
- Сельский час (2005—2009)

## Дискография

### Студийные альбомы

#### Mewark
- S/T (совместно с Lazyfish) (2002, переиздание в России в 2006)
- (Little One) (2002, переиздание в 2006)
- Organization Is (2003)
- Silence (2017)
- One Day EP (2017)

#### Дельфин
- Песня «Сахар» в альбоме Ткани (2001)
- Звезда (2004)

#### Noize MC
- The Greatest Hits Vol. 1 (музыка в песне «Кантемировская») (2008)
- Protivo Gunz (музыка в песне «Жвачка») (2013)
- Hard Reboot (музыка в песне «Ne2Da?») (2014)

## Награды
- 2002 — «Человек года» по версии журнала «Птюч» — за достижения в продвижении Российской электронной сцены на Запад.
- 2003 — «Золотая Горгулья» за лучший электронный проект года (альбом «Organisation is»)